# 17003 Poojanpandya
17003 Poojanpandya è un asteroide della fascia principale. Scoperto nel 1999, presenta un'orbita caratterizzata da un semiasse maggiore pari a 2,599688 UA e da un'eccentricità di 0,087505, inclinata di 14,912455° rispetto all'eclittica.
Fa parte della famiglia di asteroidi Maria.
Poojan Pandya (nato nel 2002) si è aggiudicato il premio come migliore della sua categoria e il primo posto all'Intel ISEF 2019 per il progetto del suo team di microbiologia. Ha ricevuto anche il premio dell'Unione Europea per il concorso dei giovani scienziati. Ha frequentato la Half Hollow Hills High School West, Dix Hills, New York.